# Giacomino de' Canepacci
Giacomino de' Canepacci, detto da Crevacuore (Piasca, 1438 – Vercelli, 3 marzo 1508), è stato un religioso italiano, frate converso dell'Ordine della Beata Vergine del Monte Carmelo. Fu beatificato, per equipollenza, da papa Gregorio XVI nel 1845.

## Biografia
Il cognome de Canepaciis, l'anno (1438) e il luogo di nascita (Piasca, all'epoca nella parrocchia di Crevacuore) compaiono solo nelle fonti più tarde e non sono certi. Il carmelitano inglese John Bale, che visitò l'Italia settentrionale tra il 1525 e il 1527, ricorda che egli fu un fratello converso, portinaio del convento di Vercelli.
Un dipinto del 1509-1511 conservato nella chiesa dei carmelitani di Vercelli lo ritrae con una bisaccia sulle spalle, da cui si può desumere che si dedicasse alla questua.
Secondo una Vita agiografica si distinse per la vita di preghiera e penitenza e distribuiva ai poveri la sua porzione di pane e vino.
L'iscrizione sul suo antico sepolcro, nell'ambiente del campanile della chiesa di Vercelli, lo dice morto il 3 marzo 1508.

## Culto
I dipinti e le iscrizioni presso la sua tomba e gli ex voto documentano che il culto del beato iniziò subito dopo la sua morte (1509).
Processi diocesani sul culto del beato si celebrarono nel 1728 e nel 1843. Il suo culto ab immemorabili fu confermato da papa Gregorio XVI il 5 marzo 1845.
Il suo elogio si legge nel Martirologio romano al 3 marzo.